# Justicia coursii
Justicia coursii är en akantusväxtart som beskrevs av Raymond Benoist. Justicia coursii ingår i släktet Justicia och familjen akantusväxter. Inga underarter finns listade i Catalogue of Life.